# 国島博
国島 博（國島、くにじま ひろし、1852年（嘉永5年10月） - 1907年（明治40年）6月16日）は、日本の弁護士・政治家、衆議院議員（1期）。

## 経歴
名古屋(現・名古屋市)生まれ。代言人となり、名古屋商業学校(現・名古屋市立名古屋商業高等学校)商議員、名古屋市会議員、愛知県会議員、同区部会副議長、新愛知新聞社長となる。
1890年の第1回衆議院議員総選挙において愛知1区から自由党所属で立候補するが落選した。1892年の第2回衆議院議員総選挙は不出馬。1894年3月の第3回衆議院議員総選挙では自由党から立候補して当選した。同年9月の第4回衆議院議員総選挙で落選。1898年3月の第5回衆議院議員総選挙では自由党から立候補して落選。同年8月の第6回衆議院議員総選挙では憲政党から立候補して落選した。衆議院議員は1期務め、1907年に死去した。